# Свято-Успенская церковь (Лавришево)
Свято-Успенская Лавришевская церковь (Лавришевская церковь Успения Пресвятой Богородицы) — православный храм в деревне Лавришево, Новогрудский район, Гродненская область.
Памятник деревянного зодчества конца XVIII в. (Основан в XIII в.). Впервые упоминается в 1517 году.
Как церковь монастыря, заново построена в 1775 году[стиль].